# Denise Nickerson
Denise Nickerson (1 de abril de 1957 – 10 de julio de 2019) fue una actriz estadounidense, reconocida por interpretar el papel de Violeta Beauregarde en el largometraje de 1971 Willy Wonka & the Chocolate Factory, de Allison en la serie infantil The Electric Company y de Amy Jennings, Nora Collins y Amy Collins en el seriado Sombras tenebrosas.
Nickerson murió a causa de una neumonía el 10 de julio de 2019 a los 62 años.

## Filmografía

### Cine
| Año  | Título                                                               | Papel                                    | Notas      |
| ---- | -------------------------------------------------------------------- | ---------------------------------------- | ---------- |
| 1971 | Willy Wonka & the Chocolate Factory                                  | Violet Beauregarde                       |            |
| 1975 | Smile                                                                | Shirley                                  |            |
| 1978 | Zero to Sixty                                                        | 'Larry' Wilde                            |            |
| 1991 | Dark Shadows: Behind the Scenes                                      | Amy Jennings, Nora Collins y Amy Collins | Documental |
| 1996 | Dark Shadows 30th Anniversary Tribute                                | Ella misma                               | Documental |
| 2001 | Pure Imagination: The Story of Willy Wonka and the Chocolate Factory | Ella misma                               | Documental |
| 2012 | Celluloid Bloodbath: More Prevues from Hell                          | Ella misma                               | Documental |

### Televisión
| Año       | Título                               | Papel                                    | Notas         |
| --------- | ------------------------------------ | ---------------------------------------- | ------------- |
| 1963      | The Doctors                          | Kate Harris                              | 1 episodio    |
| 1965      | Flipper                              | Tina                                     | 1 episodio    |
| 1968–1970 | Dark Shadows                         | Amy Jennings, Nora Collins y Amy Collins | 71 episodios  |
| 1971      | The Neon Ceiling                     | Paula Miller                             | Telefilme     |
| 1971–1972 | Search for Tomorrow                  | Liza Walton Kaslo Sentell Kendall        | 2 episodios   |
| 1972      | Owen Marshall: Counselor at Law      | Ardis Carpenter                          | 1 episodio    |
| 1972–1973 | The Electric Company                 | Allison                                  | 130 episodios |
| 1973      | The Man Who Could Talk to Kids       | Dena Pingitore                           | Telefilme     |
| 1974      | The Brady Bunch                      | Pamela Phillips                          | 1 episodio    |
| 1974      | If I Love You, Am I Trapped Forever? | Sophie Pennington                        |               |
| 1976      | The Dark Side of Innocence           | Gabriela Hancock                         | Telefilme     |
| 1978      | The Wonderful World of Disney        | Connie Sue Armsworth                     |               |
| 2003      | After They Were Famous               | Ella misma                               | 1 episodio    |
| 2011      | Top Chef: Just Desserts              | Ella misma                               | 1 episodio    |
| 2012      | Beyond the Marquee                   | Ella misma                               | 1 episodio    |